# Santiago Ixcuintla
Santiago Ixcuintla é um município do estado de Nayarit, no México. É um dos vinte municípios pertencentes a este estado. Localiza-se na parte oeste de Nayarit, e no litoral mexicano. Sua população, conforme estatísticas de 2015, é de 93 074 habitantes.

## Geografia
O município tem uma extensão territorial de 1.870,89 km², abrangendo algumas regiões conhecidas como Laguna de Água Brava, Laguna de Mexcaltitán (onde se localiza a ilha de mesmo nome) e o Estero de Cuautla, onde estão situados pequenos centros pesqueiros, como Palmar de Cuautla, La Boca del Camichín e Puerta de Palapares. O município se estende pela região costeira do Oceano Pacífico, lugar que abirga vilarejos como Villa Juárez, Sentispac, La Presa, Pozo de Ibarra, Valle Morelos e Villa Hidalgo. Uma parte da região serrana corresponde a Sierra Madre Ocidental, destacando-se o centro ferroviário de Estação Yago. Está banhado pelo Rio Grande de Santiago.

## Demografia
De acordo com estimativas de 2015, sua população é de 93 074 habitantes. O município de Santiago Ixcuintla tem um total de 127 localidades, as principais e suas respectivas populações são as seguintes:
| Localidad                  | Población |
| Total Municipio            | 84,314    |
| Santiago Ixcuintla         | 16.710    |
| Villa Hidalgo              | 9.433     |
| La Presa                   | 3.465     |
| Estación Yago              | 3,423     |
| Pozo de Ibarra             | 2.827     |
| Villa Juárez               | 2.796     |
| Sentispac                  | 2.378     |
| Amapa                      | 2.125     |
| Sauta                      | 1.919     |
| El Corte                   | 1.867     |
| Cañada del Tabaco          | 1.548     |
| Puerta de Mangos           | 1.485     |
| Palmar de Cuautla          | 1.370     |
| El Botadero                | 1.315     |
| Colonia Emiliano Zapata    | 1.255     |
| El Capomal                 | 1.247     |
| Santa Cruz y Las Haciendas | 1.233     |
| El Tizate                  | 1.219     |
| Boca de Camichín           | 1.078     |
| Mexcaltitán de Uribe       | 895       |

## Economia
A economia é baseada principalmente no cultivo de tabaco, e três empresas são responsáveis pela compra de produção e certificação da qualidade do produto: Tabaco deveined, Cigar La Moderna, Tabaco Pacífico Norte.
Também cultivam-se o feijão, milho, melancia, abacaxi, melão, tomate, cana-de-açúcar, arroz, mamão, murici e limão. Recentemente, foi introduzido o cultivo da lichia e caju.
Muitos trabalhadores trabalham em plantações que estão localizadas no município. Há muitas fábricas de produtos.

## Infraestrutura

### Educação
O município conta com estabelecimentos de ensino primário, em quase todos os 120 assentos. O ensino secundário em algumas comunidades de difícil acesso é completado com os chamados "telesecundários". É oferecido, pela rede pública de educação, o chamado Segundo Grau dependente. O ensino superior conta com uma unidade da Universidade Autônoma de Nayarit, com aulas preparatórias oferecidas nas escolas de ensino médio, chamadas de Telepreparatorias (operando nas mesmas instalações que o telesecundários). O ensino superior também é oferecido na Universidade Tecnológica da Costa, que também possui campus no município. Existem inúmeras escolas dedicadas à formação de técnicos.

### Transportes
O município se interliga com outras partes do país principalmente pela rodovia que liga a Cidade do México a Nogales. Existe uma linha ferroviária que transpassa pelo município, na altura de sua serra. Essa ferrovia faz parte da linha Guadalajara-Benjamín Hill.